# ݶ
Yāʾ farsi petit chiffre trois suscrit ‹ ݶ › est une lettre additionnelle de l’alphabet arabe utilisée dans l’écriture du bourouchaski. Elle est composée d’un yāʾ farsi ‹ ی › diacrité d’un petit trois ‹ ۳ › suscrit.

## Utilisation
En bourouchaski, ‹ ݶ › représente une voyelle fermée antérieure non arrondie longue [iː].